# LENEP
LENEP (англ. Lens epithelial protein) – білок, який кодується однойменним геном, розташованим у людей на 1-й хромосомі. Довжина поліпептидного ланцюга білка становить 61 амінокислот, а молекулярна маса — 6 908.
| 10         |  | 20         |  | 30         |  | 40         |  | 50         |
| ---------- |  | ---------- |  | ---------- |  | ---------- |  | ---------- |
| MQPRTQPLAQ |  | TLPFFLGGAP |  | RDTGLRVPVI |  | KMGTGWEGFQ |  | RTLKEVAYIL |
| LCCWCIKELL |  | D          |  |            |  |            |  |            |

A: Аланін

C: Цистеїн

D: Аспарагінова кислота

E: Глутамінова кислота

F: Фенілаланін

G: Гліцин

I: Ізолейцин

K: Лізин

L: Лейцин

M: Метіонін

P: Пролін

Q: Глутамін

R: Аргінін

T: Треонін

V: Валін

W: Триптофан